# Porong Ri
Porong Ri är ett berg i Kina. Det ligger i den autonoma regionen Tibet, i den sydvästra delen av landet, omkring 540 kilometer väster om regionhuvudstaden Lhasa. Toppen på Porong Ri är 7 292 meter över havet, eller 530 meter över den omgivande terrängen. Bredden vid basen är 2,5 km.
Trakten runt Porong Ri är nära nog obefolkad, med mindre än två invånare per kvadratkilometer. Det finns inga samhällen i närheten. Trakten runt Porong Ri är permanent täckt av is och snö.
Genomsnittlig årsnederbörd är 1 276 millimeter. Den regnigaste månaden är juli, med i genomsnitt 240 mm nederbörd, och den torraste är november, med 13 mm nederbörd.